# 刘三姐
劉三姐，又称“劉三妹”，中国民间传说中的歌仙，在中国廣東、廣西乃至湖南、雲南、貴州等地均有同类故事流传，所以刘三姐传说对研究中国南方社会风俗史和民间文艺学颇具参考价值。

## 身世
關於劉三姐（又名劉三妹）的傳說，明末清初屈大均在《广东新语》中記載：“新兴女子有刘三妹者，相传为始造歌之人。生唐中宗年间，年十二，淹通经史，善为歌。千里内闻歌名而来者，或一日，或二三日，卒不能酬和而去。三妹解音律，游戏得道。尝往来两粤溪峒间，诸蛮种类最繁，所过之处，咸解其言语。遇某种人，即依某种声音作歌。与之唱和，某种人奉之为式。尝与白鹤乡一少年登山而歌，粤民及傜、僮诸种人围而观之。男女数十百层，咸以为仙，七日夜歌声不绝，俱化为石。土人因祀之于阳春锦石岩。岩高三十丈许，林木丛蔚，老樟千章蔽其半，岩石有石磴，苔花绣蚀若鸟迹书，一石状如曲几，可容卧一人，黑润有光，三妹之遗迹也。月夕辄闻笙鹤之音。岁丰熟，则仿佛有人登岩顶而歌。三妹今称歌仙。凡作歌者，毋论齐民与俍、瑶、僮人、山子等类，歌成，必先供一本祝者藏之，求歌者就而录焉，不得携出，渐积遂至数箧，兵后，今荡然矣。”從屈大均的記載，可知劉三姐是漢族民間傳說的人物，而其歌曲不但在漢族地區流傳，且影響了周邊的少數民族，故少數民族中流傳劉三姐的故事，來自漢族。

## 艺术表演
進入現代，刘三姐的故事被排演成歌舞剧、电影等形式，其中电影《刘三姐》深受中国和东南亚各国人民的喜爱。2004年张艺谋又导演出《印象·刘三姐》的大型实景音乐剧，由于投资过亿，引起的关注已超过了艺术本身。

刘三姐形象
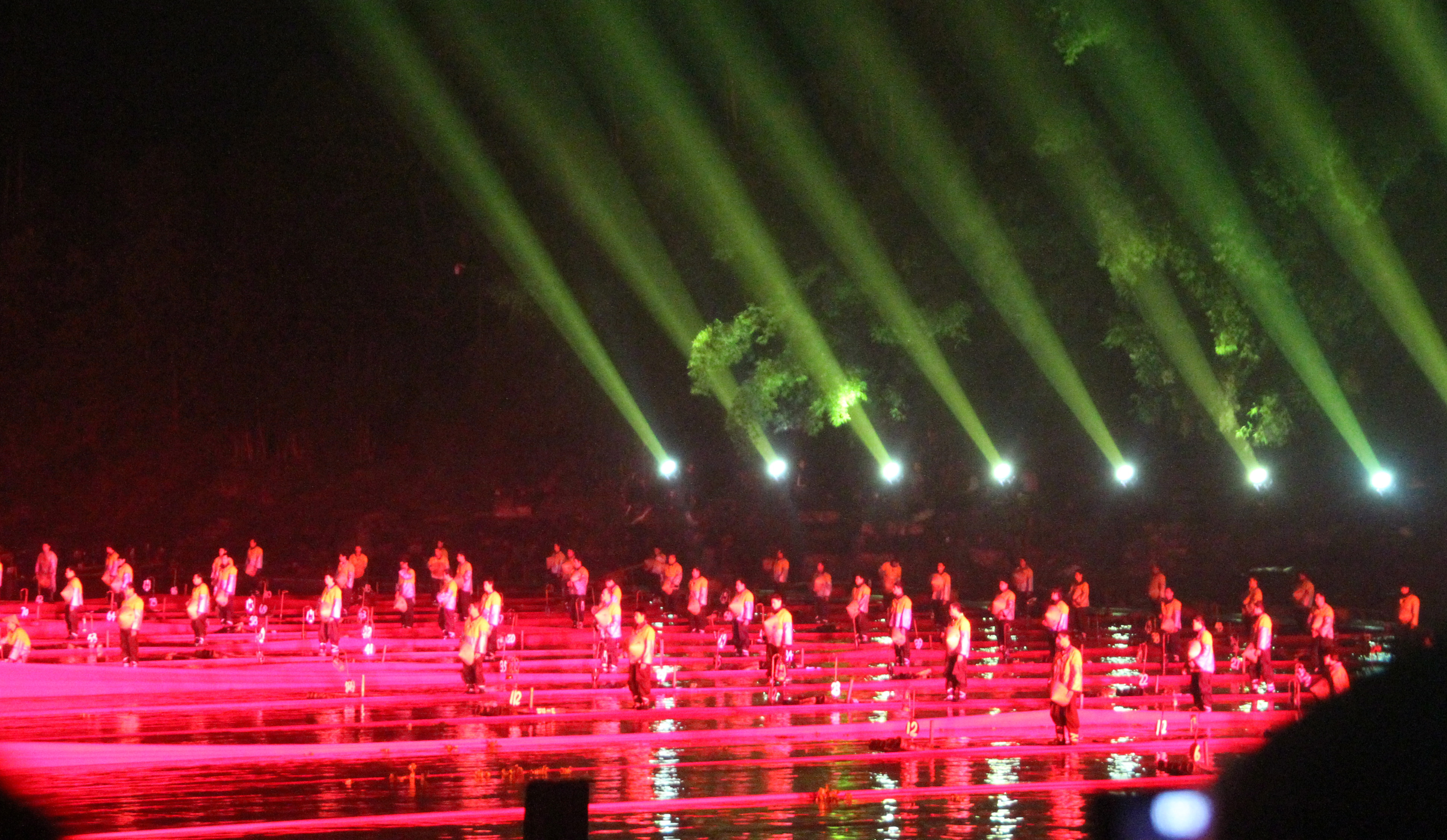
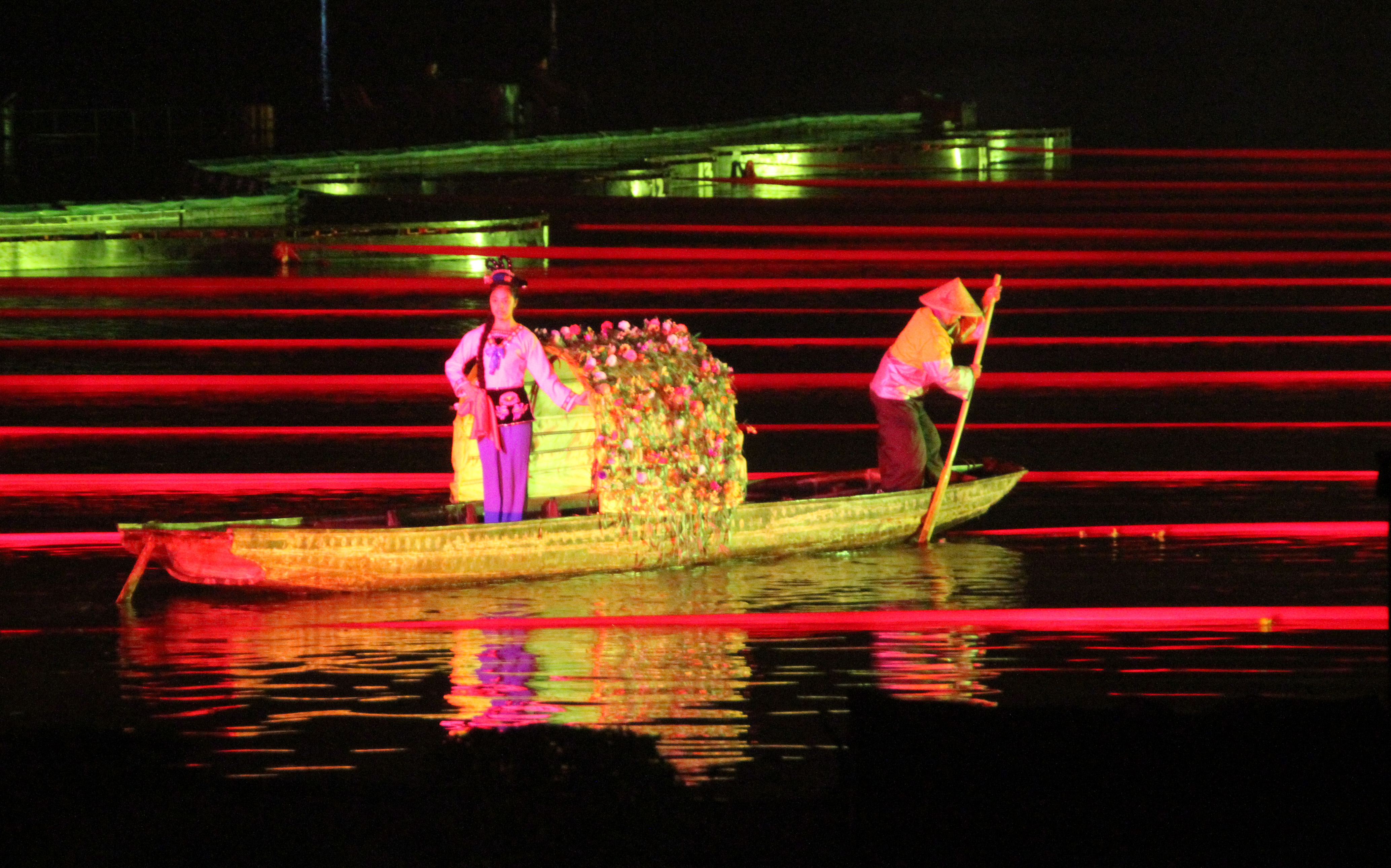
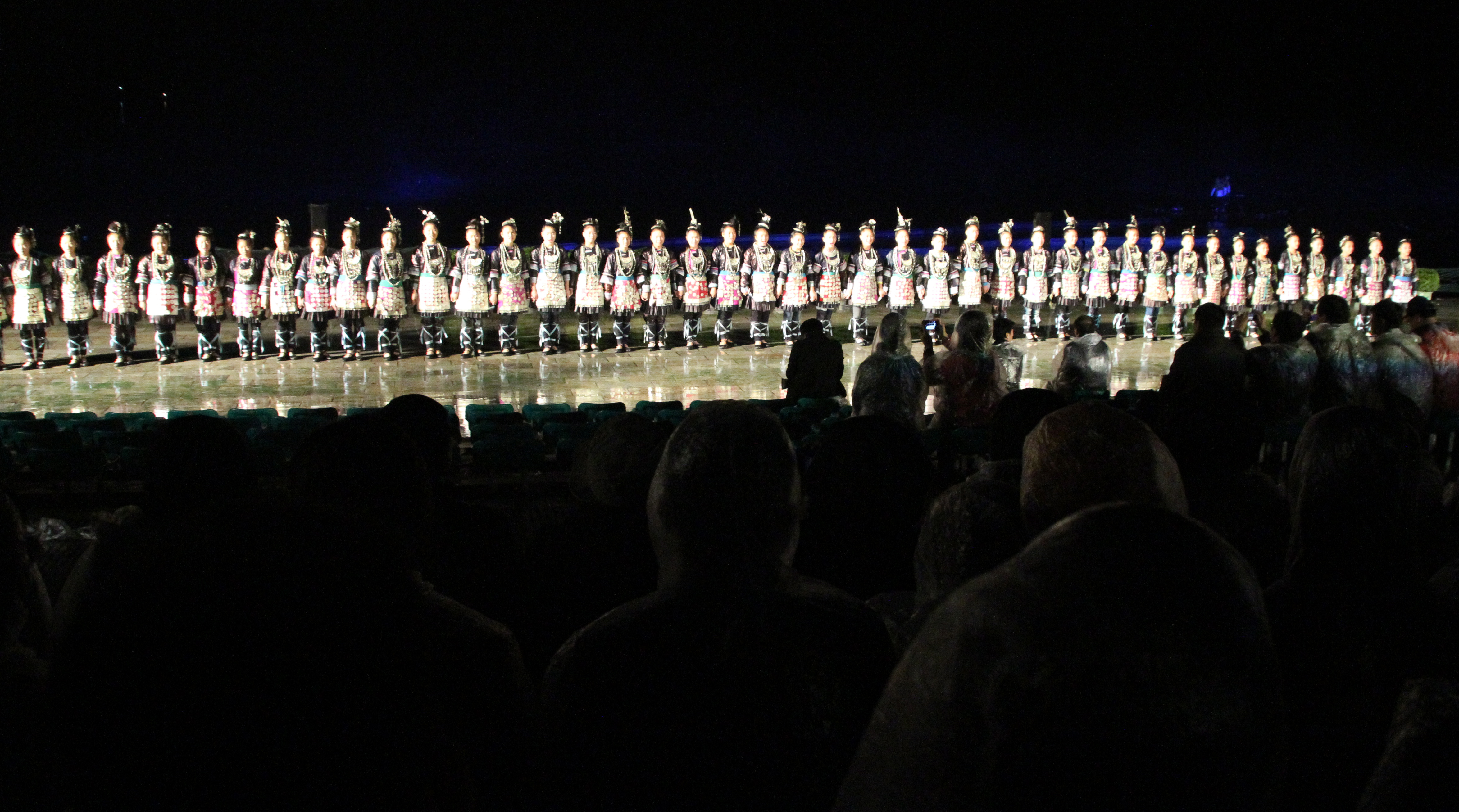
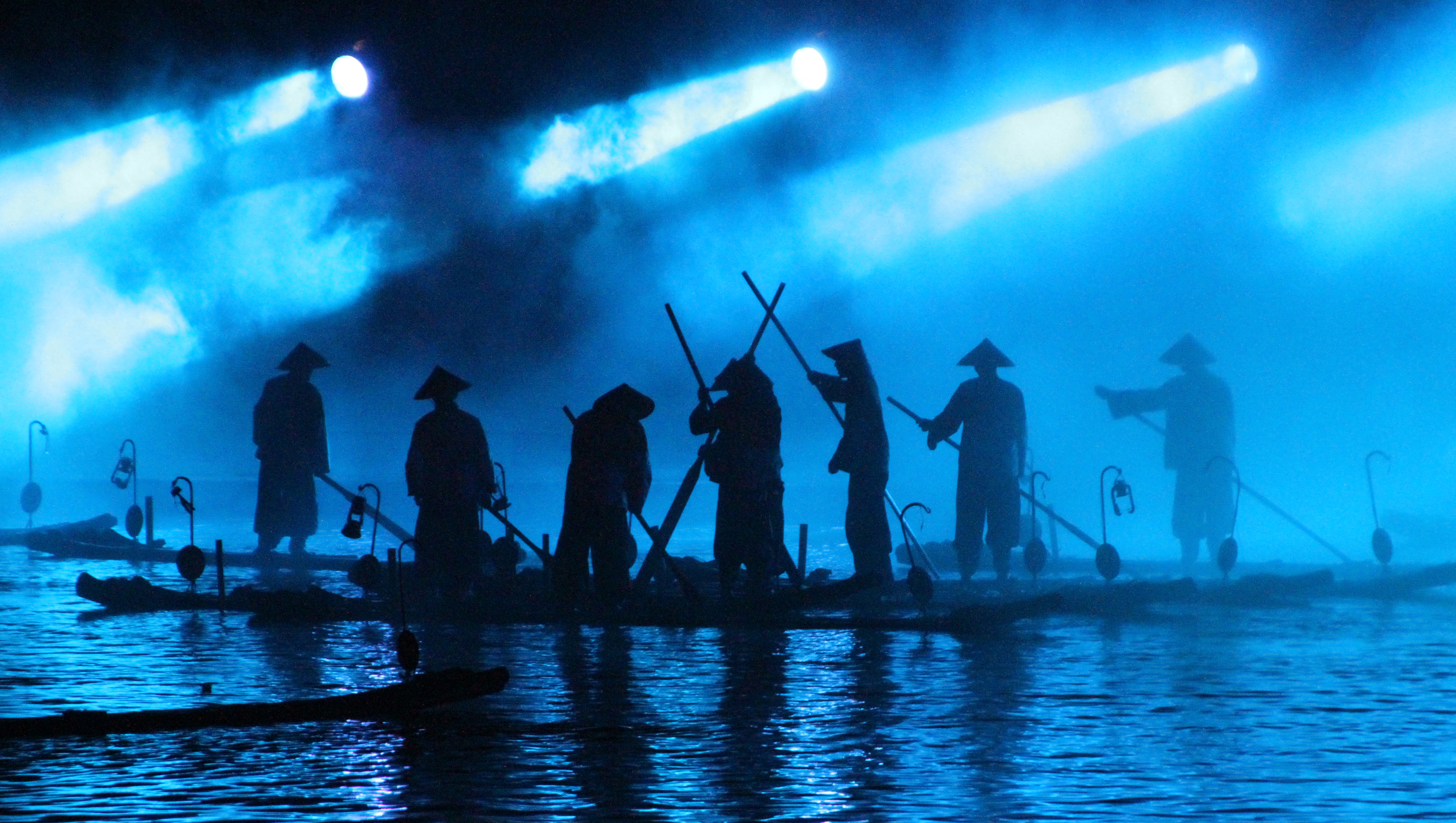
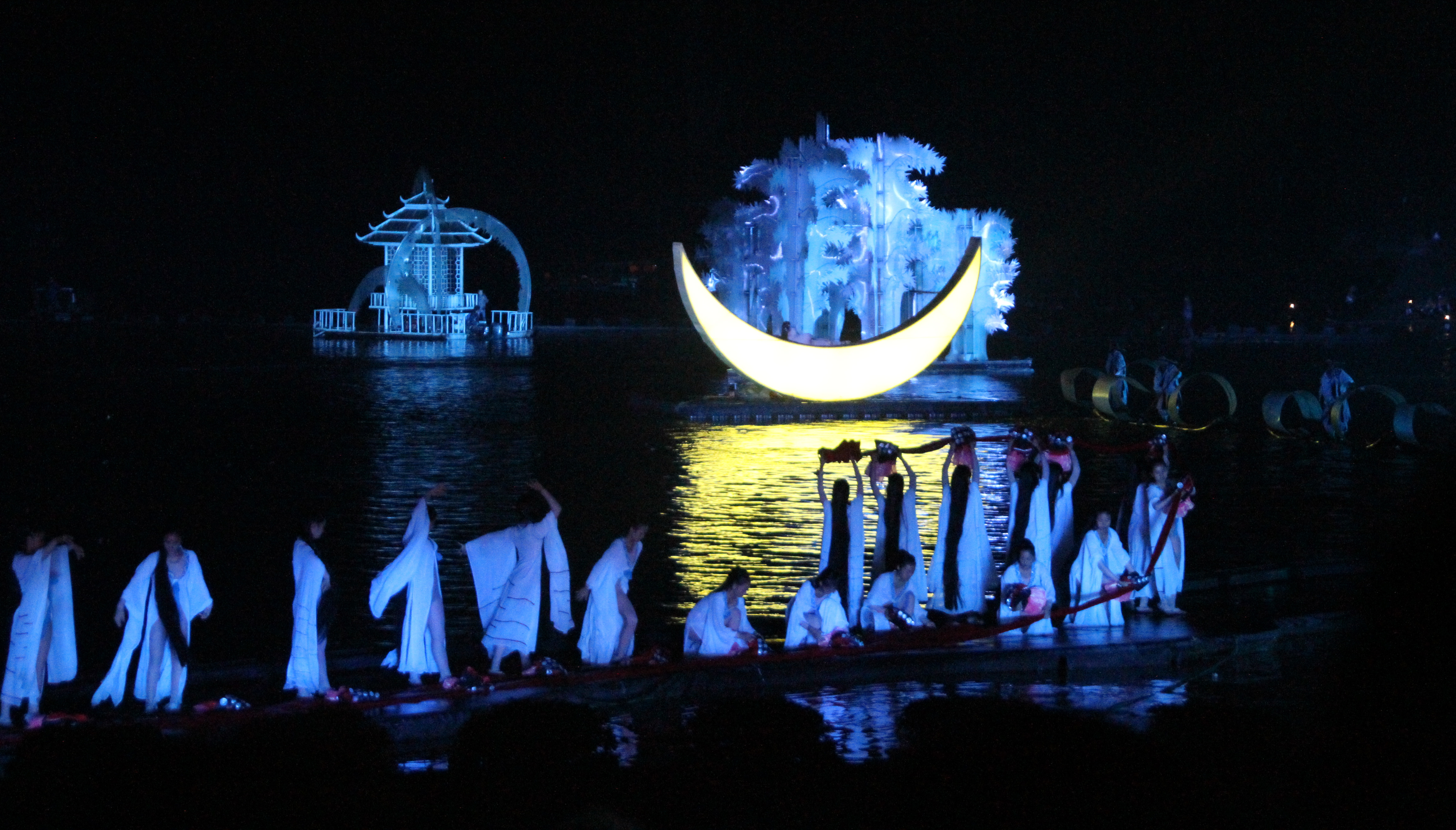
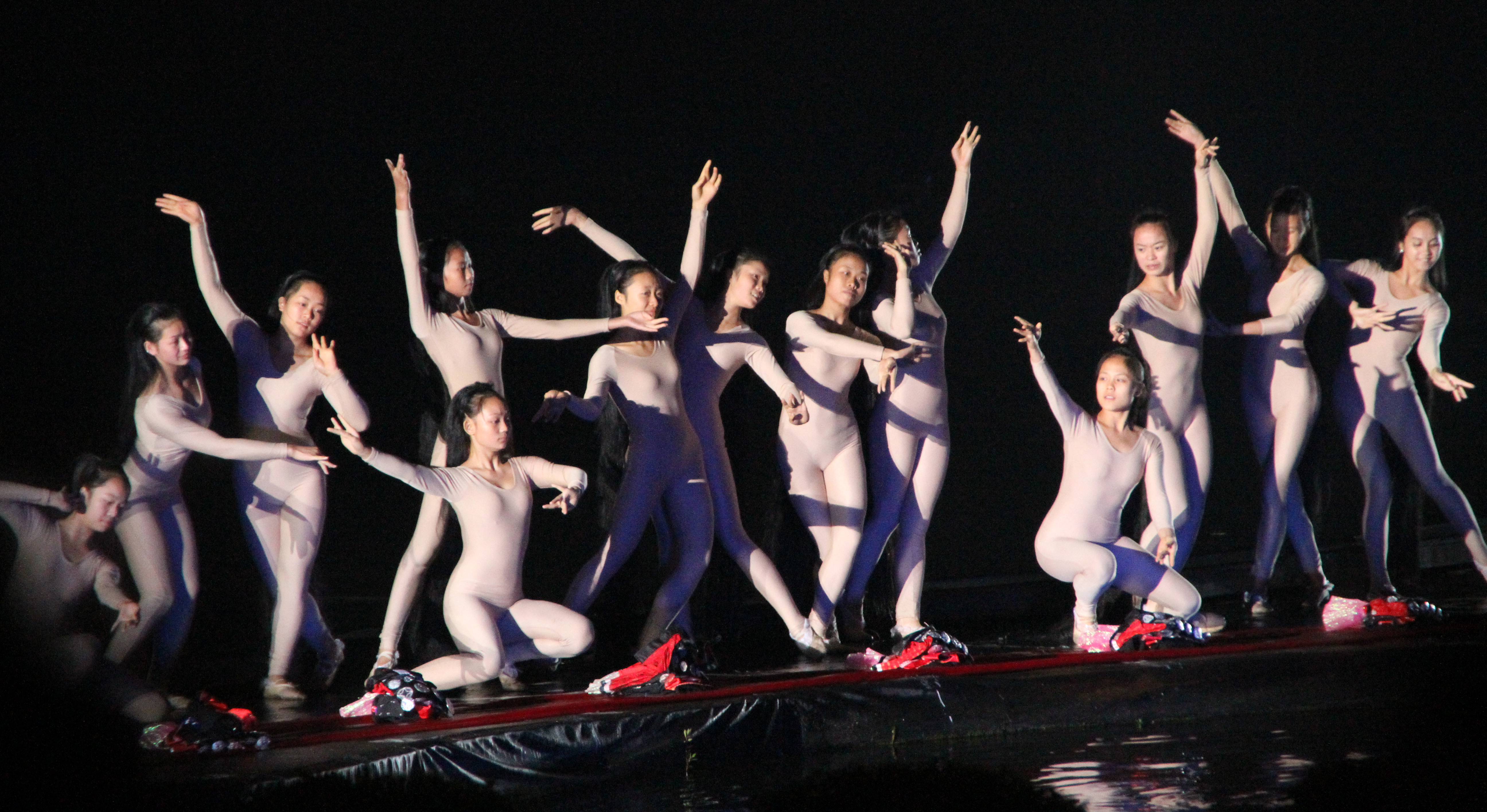
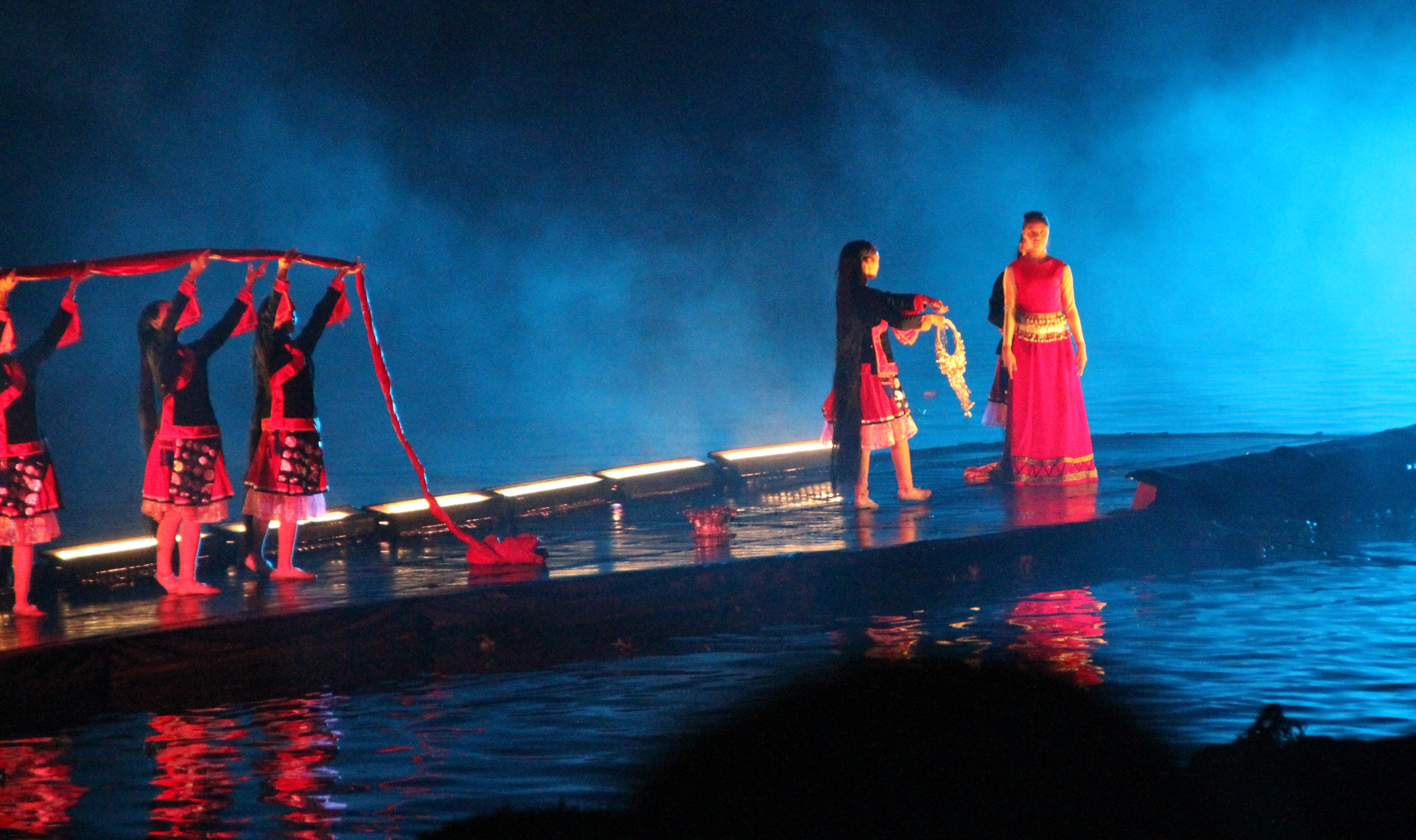
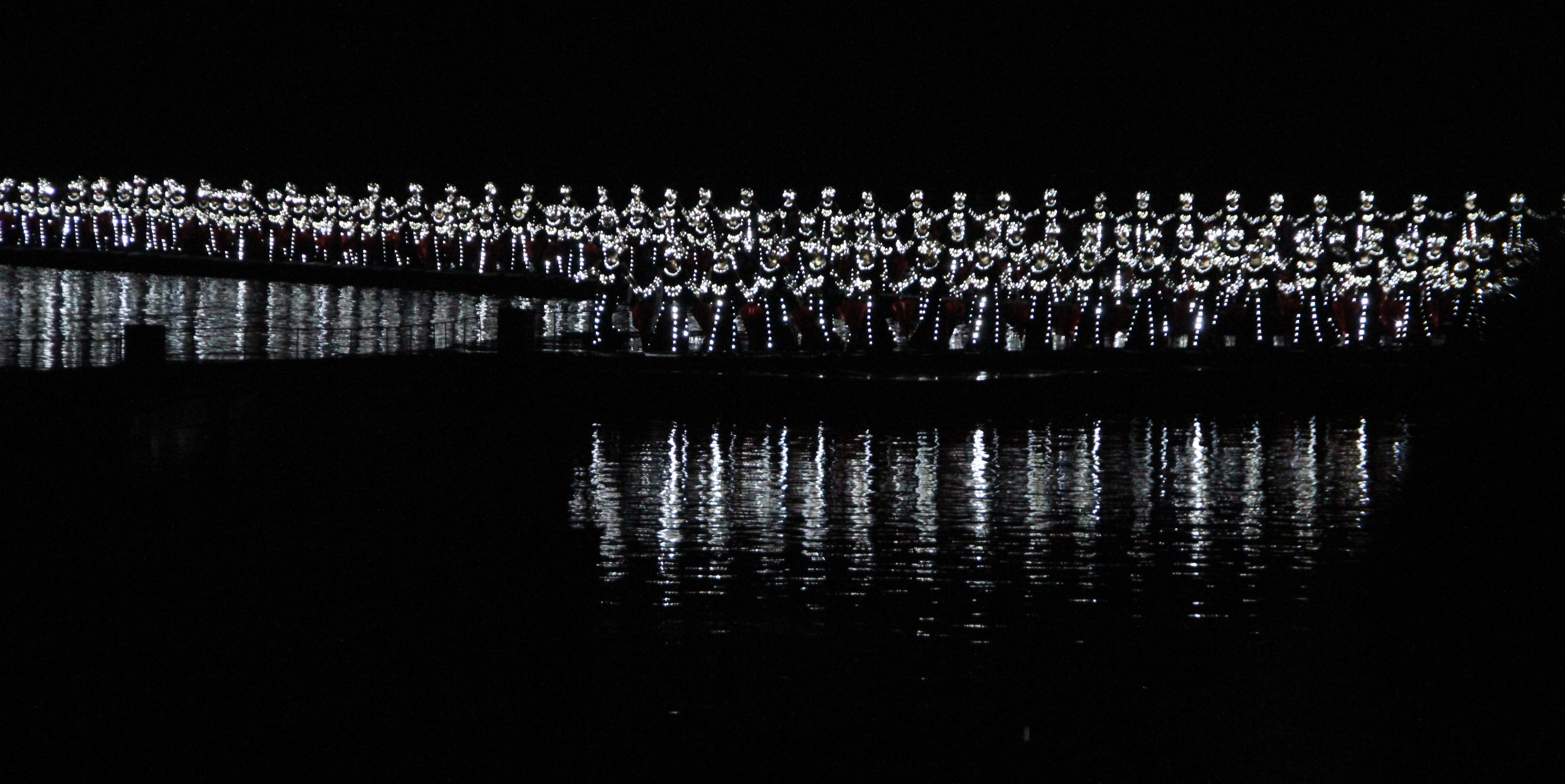
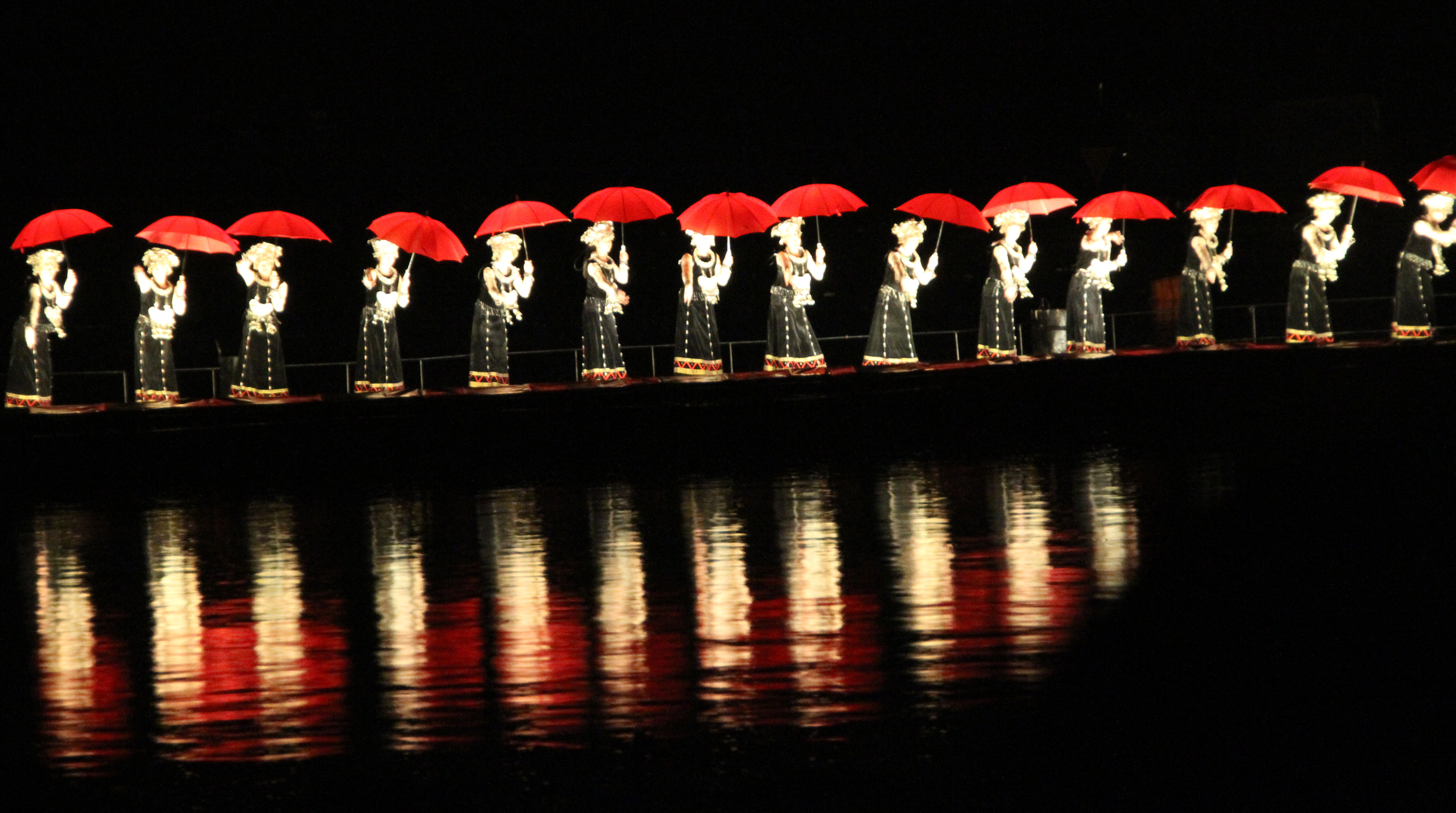
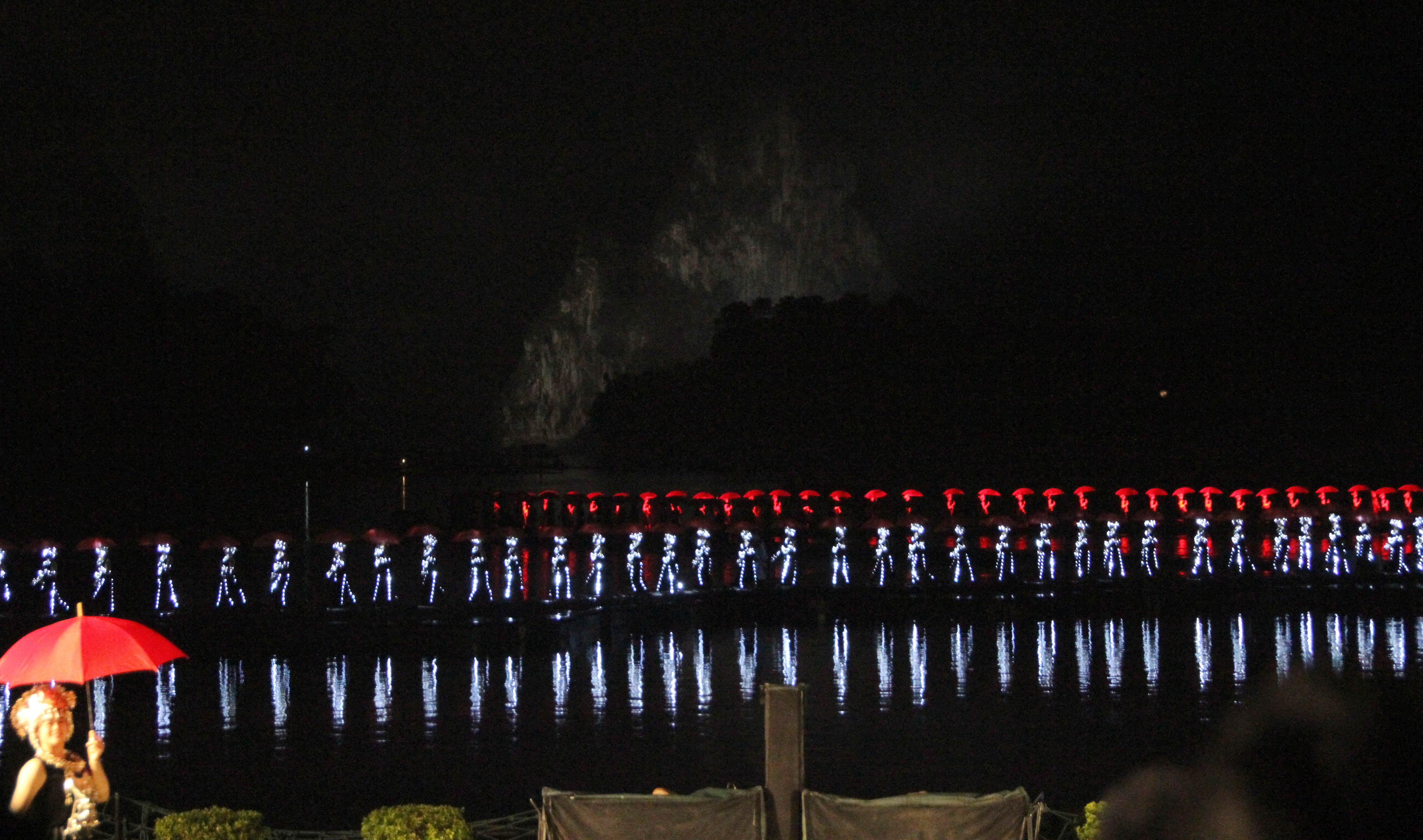